# Gerardo Garibay Camarena
Gerardo Enrique Garibay Camarena (Irapuato; 9 de noviembre de 1983) es un escritor y consultor mexicano y español, enfocado en el análisis de las narrativas políticas, los efectos sociales de las innovaciones tecnológicas y la comunicación digital.

## Biografía
Doctor en Derecho por la Universidad Popular Autónoma del Estado de Puebla  y Maestro en Política y Gestión Pública por el ITESO 
Ha trabajado en el sector público y en la iniciativa privada, como profesor, analista, y redactor de discursos para múltiples gobernadores, alcaldes y legisladores. Además, fue director de la facultad de derecho en la Universidad Popular Autónoma del Estado de Puebla, asesor parlamentario en el Congreso del Estado de Guanajuato  y Gerente de Contenidos y Comunicación Política en IBSolutions 
Durante este tiempo ha publicado más de 500 artículos en medios de comunicación de diversos países, incluyendo la Foundation for Economic Education, el Mises Institute, el Investor’s Business Daily, El American  y El Universal.
Es autor de 4 libros, incluyendo "La forma del futuro: del metaverso y los macrodatos, a la civilización de la soledad y las nuevas lealtades", enfocado en las 5 grandes revoluciones tecnológicas del siglo XXI y las consecuencias que dichos avances implican para las naciones y los individuos; y "Cómo jugar al ajedrez sin dados: Una guía para leer la política y entender a los políticos", dedicado a explicar cómo funcionan las narrativas, grupos y liderazgos políticos.

## Obras
- "Sin medias tintas" (2013)
- "López, Carter, Reagan" (2013)
- "Cómo jugar al ajedrez sin dados: Una guía para leer la política y entender a los políticos" (Wellington, 2019)
- "La forma del futuro: del metaverso y los macrodatos, a la civilización de la soledad y las nuevas lealtades" (Wellington, 2024)